# Turecká menšina v Bulharsku
Bulharští Turci (bulharsky Български турци, Bălgarski turci; turecky Bulgaristan Türkleri) jsou nejpočetnější etnickou menšinou na území Bulharska. Podle různých údajů čítají půl miliónu až jeden milión osob. Společně s Pomaky (muslimy slovanského/bulharského původu), Rómy a dalšími skupinami představují muslimskou náboženskou menšinu, která tvoří 11 % z celkového počtu obyvatel Bulharska. Etničtí Turci jsou většinou sunnitští muslimové, pouze menší skupiny jsou šíitské. Obývají především kardžalijskou oblast v jihovýchodní a východní části pohoří Rodopy a některé oblasti v severovýchodním Bulharsku. Turecké obyvatelstvo je převážně venkovské, žije však také v několika větších městech, např. v Kardžali a Momčilgradu ve východních Rodopech a v Šumenu či Razgradu v severovýchodním Bulharsku.
Bulharští Turci jsou potomky tureckých osadníků, kteří do regionu pronikali po osmanském dobytí Balkánu na konci 14. a začátku 15. století, stejně jako bulharských konvertitů k islámu, kteří se během staletí osmanské nadvlády poturčili. Bylo však také naznačeno, že někteří dnešní Turci žijící v Bulharsku mohou být přímými etnickými potomky dřívějších středověkých pečeněhských, oguzských a kypčackých (kumánských) turkických kmenů. Podle místní tradice byli v rámci politiky přesídlování Karamanidští Turci (hlavně z vilájetů Konya, Nevşehir a Niğde v provincii Karaman) usazeni především v oblasti Kardžali sultány Mehmedem Dobyvatelem, Selimem a Mahmudem II. Turecká komunita se stala etnickou menšinou, když bylo po rusko-turecké válce v letech 1877–78 založeno Bulharské knížectví. Tato komunita má turecké etnické vědomí a liší se od většinové bulharské etnicity a od zbytku bulharského národa vlastním jazykem, náboženstvím, kulturou, zvyky a tradicemi.

## Historie

### Po vzniku novodobého Bulharska
Historie Turků jakožto menšiny v Bulharsku začíná roku 1878, kdy se z Osmanské říše vydělilo autonomní Bulharské knížectví. V době osvobození zpod turecké nadvlády tvořili Turci nejméně ⅓ obyvatelstva. Nová státní ideologie, založená na pravoslaví a odkazu středověké bulharské státnosti, nemohla přijmout kulturu a správní organizaci staletého utiskovatele. Tudíž sociální postavení této menšiny v novém státě sláblo. Na tomto procesu se podepsalo více faktorů. Nejdůležitějším z nich bylo postupné omezování tradičního vzdělávacího systému, neustávající emigrace a program pozápadňování Bulharska. V jeho rámci došlo k bourání rozsáhlých městských struktur osmanské architektury. Všechny stavby – mešity, lázně, medresy – se staly symbolem úhlavního nepřítele národního státu a v následujících letech byly buď záměrně zničeny, nebo ponechány svému osudu. Avšak až do druhé světové války nebyli Turci v Bulharsku národně uvědomělou skupinou, jejich vědomí společné svébytnosti vycházelo pouze z náboženské příslušnosti k islámu.

### Po roce 1945
O Turcích jako o národnostní skupině lze tedy hovořit až v 2. polovině 20. století. Postoj komunistického režimu vůči nim byl proměnlivý a závisel na celkovém směřování stranické ideologie. Avšak turecká menšina zůstávala v očích socialistické vlády přece jen hrozbou. Na základě ústavy z roku 1947 sice získali relativně velký prostor pro zachování kulturní autonomie, ale náboženské školy byly dále zestátňovány a postupně zesvětštěny. Na základě bulharsko-turecké dohody odešlo v emigrantské vlně v letech 1950–1951 na 150 000 bulharských Turků. S nástupem generálního tajemníka Todora Živkova (1954) restrikce vůči menšinám ještě zesílily s jasným cílem úplné asimilace.

### Éra Todora Živkova a „obrodný proces“
Zásadním krokem v této otázce bylo v letech 1958–1960 zastavení vydávání tisku v turečtině a zavedení výuky pouze v bulharském jazyce na všech stupních škol. Turečtina zůstala jen jako volitelný předmět. Nejvážnější překážkou v asimilaci Turků bylo samozřejmě náboženství. Proto počátkem šedesátých let komunistické vedení vyvinulo silně ateizační snahy, byl tak například snížen počet imámů. Na základě výsledků sčítání lidu v roce 1965 se vláda opět zabývala vystěhováním části turecké menšiny. Následně tedy v letech 1969 až 1978 odešlo dalších 130 000 Turků. Zesílený tlak na asimilaci menšin vyvrcholil v polovině osmdesátých let násilným přejmenováváním Turků (což bylo oficiálně úřady pojmenováno jako obrodný proces, v němž mělo muslimským menšinám být umožněno se národnostně „obrodit“ a „vrátit ke svým kořenům“, tj. bulharství a pravoslaví), což mělo za následek velkou emigrací v roce 1989, kdy z Bulharska odešlo 320 000 Turků (následujícího roku se však zhruba polovina z nich vrátila).

### Pád komunistického režimu
Po pádu komunistického režimu, zde vznikl prostor pro politické zaštítění, jak Turků, tak ostatních menšin. V dubnu 1990 vznikla strana s názvem Hnutí za práva a svobody (DPS), která byla a je politickou reprezentací menšin v Bulharsku. Prvotní cíle strany byly: odstranění následků tzv. obrodného procesu, legální návrat muslimských jmen a možnost znovunavrácení půdy, kterou mnozí kvůli emigraci prodali. Časté útoky od bývalých komunistů a celková politická situace v Bulharsku přiměla už v polovině devadesátých let vedení strany k upuštění od výlučně etnické orientace. Její stanovy a program jsou proto dodnes formulovány na širokém základě a deklarují záštitu práv všech etnických a náboženských skupin v Bulharsku. Je tedy bez debaty, že má tato strana velkou zásluhu na současném postavení turecké menšiny.

## Současnost
Turecká menšina dnes zaujímá, prostřednictvím Hnutí za práva a svobody, významné postavení rozhodující třetí síly v politickém boji dvou hlavních bulharských politických stran. Po obnovení náboženských práv a svobod po pádu komunistického režimu se v muslimských obcích také poměrně rychle a zcela samovolně obnovil náboženský život. Turkům bylo uznáno právo na získávání vzdělání v mateřském jazyce. Avšak většina z nich toto právo z praktických důvodů využívá pouze ojediněle. V současnosti fungují v Bulharsku tři islámské státní střední školy (v městech Ruse, Šumen a Momčilgrad) s kombinovanou světskou a náboženskou výukou, které jsou zařazeny do obecného vzdělávacího systému, přičemž fungování středních islámských škol v Bulharsku je částečně sponzorováno zahraničními islámskými nadacemi. Ve státních školách byla také v roce 2001 celoplošně zavedena výuka náboženství jako nepovinného předmětu.